# Pierre Magne
Pierre Magne (Livry-Gargan, 7 novembre 1906 – Livry-Gargan, 14 novembre 1980) è stato un ciclista su strada francese.
Professionista dal 1927 al 1939, fratello minore di Antonin Magne, vinse una tappa al Tour de France 1928.

## Carriera
Passato professionista con la Alleluia-Wolber, nella sua carriera vanta nove successi da professionista, tra i quali la quinta tappa del Tour de France del 1928; nella grande corsa a tappe francese ottenne quattro piazzamenti nei primi dieci nella classifica generale finale: decimo nel 1928 nono nel 1929 e sesto nel 1930.
Nelle classiche fu settimo nella Parigi-Tours nel 1929 e nel 1930, e sesto nella Parigi-Roubaix nel 1930.
Fra gli altri piazzamenti, il secondo posto nella Parigi-Vichy 1927, il terzo nella Parigi-Chateauroux nel 1928 e nella Parigi-Canne nel 1929, il secondo nel Circuit du Cantal nel 1931, stesso risultato conseguito anche nel Critérium International nel 1932 e l'ottavo nella Parigi-Nizza nel 1935.
Magne, insieme al fratello, fece anche parte della squadra nazionale francese che nel 1927 vinse il Grand Prix Wolber gara antesignana del Campionato mondiale che in quell'occasione si disputava a squadre.

## Palmarès
- 1925 (dilettanti)

Paris-Evreux
- 1928

5ª tappa Tour de France
- 1929

Tour de Corrèze
- 1931

Circuit du Gers
- 1932

Grand Prix de "L'Echo d'Alger"
- 1933

Circuit de Béarn
1ª tappa Circuit du Cantal
Classifica generale Circuit du Cantal
- 1938

12ª tappa Tour du Maroc

### Altri successi
- 1927

Grand Prix Wolber

## Piazzamenti

### Grandi Giri
- Tour de France

1927: 15º
1928: 10º
1929: 9º
1930: 6º

### Classiche monumento
- Parigi-Roubaix

1928: 14º
1930: 6º